# (6086) Vrchlický
(6086) Vrchlický est un astéroïde de la ceinture principale.

## Description
(6086) Vrchlický est un astéroïde de la ceinture principale. Il fut découvert le 15 novembre 1987 à l'observatoire Kleť par Zdeňka Vávrová. Il présente une orbite caractérisée par un demi-grand axe de 2,72 UA, une excentricité de 0,17 et une inclinaison de 8,9° par rapport à l'écliptique.
Il a une période de rotation de 2,767 4 ± 0,000 1 heures et une forme presque sphéroïdale.
Il est nommé d'après l'écrivain et poète tchèque Jaroslav Vrchlický.

## Satellite
Un satellite lui a été découvert fin 2023. Il a une période orbitale de 22,61 ± 0,01 heures. Son diamètre moyen est au moins 22 % de celui de son primaire.